# Município de Sutton (condado de Meigs, Ohio)
O município de Sutton (em inglês: Sutton Township) é um município localizado no condado de Meigs no estado estadounidense de Ohio. No ano de 2010 tinha uma população de 3.140 habitantes e uma densidade populacional de 38,43 pessoas por km².

## Geografia
O município de Sutton encontra-se localizado nas coordenadas 39° 00′ 17″ N, 81° 54′ 41″ O. Segundo o Departamento do Censo dos Estados Unidos, o município tem uma superfície total de 81.71 km², da qual 80,71 km² correspondem a terra firme e (1.22 %) 1 km² é água.

## Demografia
Segundo o censo de 2010, tinha 3.140 habitantes residindo no município de Sutton. A densidade populacional era de 38,43 hab./km². Dos 3.140 habitantes, o município de Sutton estava composto pelo 97,9 % brancos, o 0,35 % eram afroamericanos, o 0,13 % eram amerindios, o 0,1 % eram asiáticos, o 0,1 % eram de outras raças e o 1,43 % eram de uma mistura de raças. Do total da população o 0,41 % eram hispanos ou latinos de qualquer raça.